# Cantó de Las Matèlas

El cantó de Las Matèlas és un cantó francès del departament de l'Erau, a la regió del Llenguadoc-Rosselló. Forma part del districte de Montpeller, té 14 municipis i el cap cantonal és Las Matèlas.

## Municipis

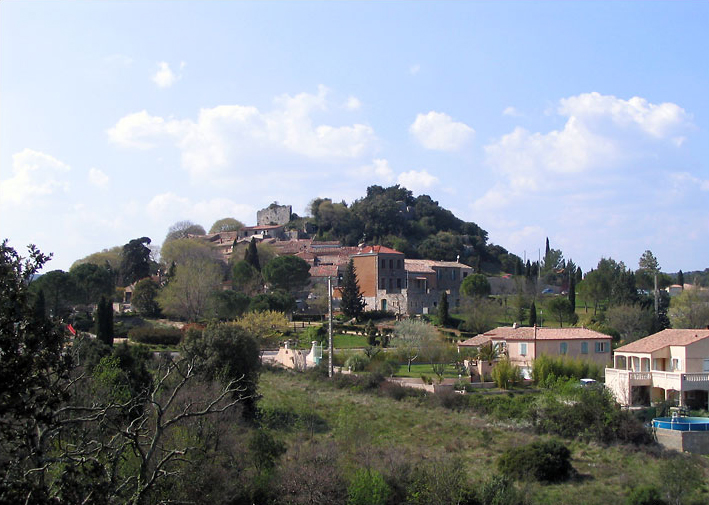
El poble de Murlas

- Casavièlha
- Combalhòus
- Lo Triador
- Las Matèlas
- Murlas
- Pradas de Les
- Sant Bausèli de Montmèl
- Sant Clamenç
- Sant Joan de Cuculas
- Sant Geli dau Fesc
- Sant Matiu de Trevièrs
- Sant Vincenç de Barbairargues
- Santa Crotz de Quintilhargues
- Valhauqués